# Южная улица (Ижевск)
Ю́жная у́лица — улица в Ленинском районе Ижевска. Проходит от улицы Гагарина до улицы Можарова. Нумерация домов ведётся от улицы Гагарина.

## Название
Улица названа по решению исполкома Ижевского городского совета депутатов 16 октября 1937 года.

## Расположение
Улица находится в южной части Ижевска в частном секторе неофициального жилого района «Татарбазар». Берёт начало у привокзальной площади и пролегает между Трамвайной и Ангарной улицами с востока на запад. После перекрёстка с улицей Азина делает поворот на северо-запад. Застроена индивидуальными частными домами. Дома улицы обслуживаются городскими отделениями связи № 23 и 28.
Пересечения:
- Ленинградская улица
- улица Леваневского
- улица Чкалова
- Динамовская улица
- Целинная улица
- Степная улица
- улица Богдана Хмельницкого
- Братская улица
- улица Шаумяна
- Короткая улица
- улица Красина
- Фестивальная улица
- улица Азина
- Томская улица
- Загородная улица[6]

Примыкают:
- слева — Казанская улица, Енисейский проезд, Можгинская улица, улица Василия Зайцева;
- справа — Лесная улица, Южный переулок.

## Транспорт
- к началу улицы — трамвай № , , [5] и ; автобусы № 21, 22, 25, 36, 319, 327, 357; маршрутное такси № 49, 71 (ост. Железнодорожный вокзал);
- к концу улицы — автобусы № 9, 11, 73 (ост. Ул. Ангарная).